# Chlewiska (województwo kujawsko-pomorskie)
Chlewiska – wieś w Polsce położona w województwie kujawsko-pomorskim, w powiecie inowrocławskim, w gminie Dąbrowa Biskupia.

## Podział administracyjny
Wieś duchowna, własność biskupstwa włocławskiego (klucz raciąski), położona była w II połowie XVI wieku w powiecie brzeskokujawskim województwa brzeskokujawskiego. W latach 1975–1998 miejscowość administracyjnie należała do województwa bydgoskiego.

## Demografia
Według Narodowego Spisu Powszechnego (III 2011 r.) wieś liczyła 169 mieszkańców. Jest piętnastą co do wielkości miejscowością gminy Dąbrowa Biskupia.